# کیتی رینالدی
 کیتی رینالدی (انگلیسی: Kathy Rinaldi؛ زاده ۲۴ مارس ۱۹۶۷) یک تنیس‌باز اهل ایالات متحده آمریکا است.